# Melchior Kirchhofer
Melchior Kirchhofer (* 3. Januar 1775 in Schaffhausen; † 13. Februar 1853 in Stein am Rhein) war ein Schweizer reformierter Pfarrer und Kirchenhistoriker.

## Leben
Der Spross eines Bürgergeschlechtes der Stadt Schaffhausen studierte in Marburg, wo er bei Jung-Stilling lebte. Nach der Ordination zum Geistlichen 1797 wurde er 1798 Pfarrer zu Schlatt. Von 1808 bis 1853 war er Pfarrer in Stein am Rhein (Kanton Schaffhausen). Ab 1809 war er zusätzlich Schulinspektor des Bezirkes Stein, ab 1833 Kirchenrat.
Die theologische Fakultät der Universität Marburg verlieh Kirchhofer 1840 die Ehrendoktorwürde.
Kirchhofer machte sich vor allem als Reformationshistoriker einen Namen.

## Werke

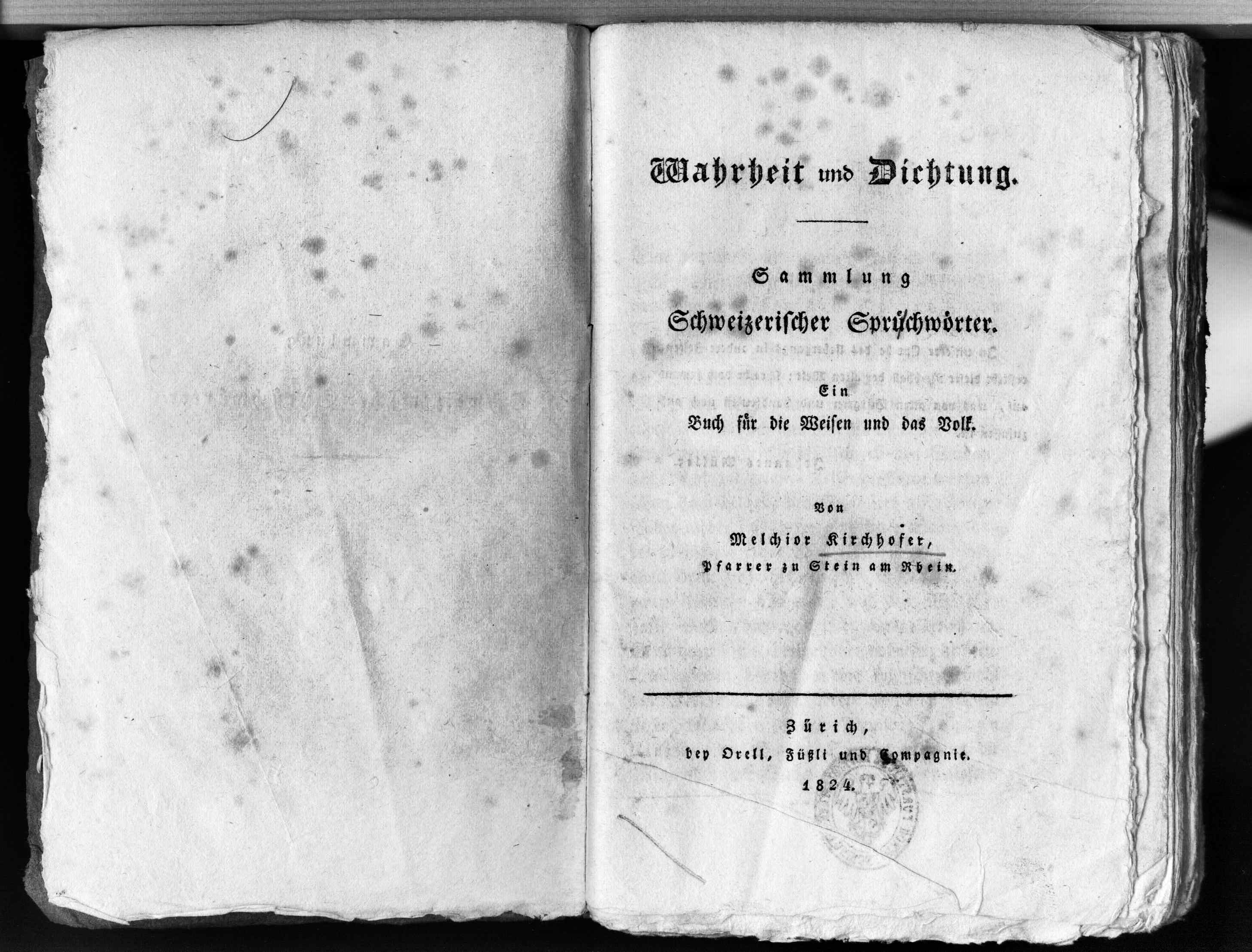
Wahrheit und Dichtung

- Sebastian Wagner genannt Hofmeister. Ein Beitrag zur schweizerischen Reformationsgeschichte, nebst einem Wort über den Geist der Reformatoren. Zürich 1808.
- Oswald Myconius, Antistes der Baslerischen Kirche. Zürich 1809.
- Wernher Steiner, Bürger von Zug und Zürich. Winterthur 1818.
- Kern der Schweizerischen Reformationsgeschichte. Schaffhausen 1819.
- Neujahrsgeschenke für die Jugend des Kantons Schaffhausen. Schaffhausen 1822–43.
- Wahrheit und Dichtung. Sammlung schweizerischer Sprichwörter. Zürich 1824 (online auf Wikimedia Commons).
- Bertold Haller oder die Reformation von Bern. Zürich 1828.
- Das Leben Wilhelm Farels aus den Quellen. 2 Bände. Zürich 1831–33; englische Übersetzung London 1837.
- Die ältesten Vergabungen an das Kloster Aller Heiligen in Schaffhausen. Zürich 1851.